# Scotch Cup 1960
Scotch Cup 1960 var den anden udgave af Scotch Cup og blev afviklet som en serie på fem curlingkampe mellem Skotland og Canada i Falkirk og Edinburgh. Skotland blev repræsenteret af Avondale Heather CC fra Strathaven med holdkaptajn Hugh Nielson i spidsen, mens canadierne stillede med de forsvarende mestre fra Civil Service Curling Club fra Regina i Saskatchewan under ledelse af Ernie Richardson. Serien blev vundet af det canadiske hold med 5-0.
I dag betragter World Curling Federation Scotch Cup 1960 som det andet VM i curling for mænd.

## Resultater
| Kamp | Hold              | Res. |
| ---- | ----------------- | ---- |
| 1    | Canada - Skotland | 11-8 |
| 2    | Canada - Skotland | 14-7 |
| 3    | Canada - Skotland | 9-5  |
| 4    | Canada - Skotland | 8-4  |
| 5    | Canada - Skotland | 16-4 |